# Stenotritidae
Stenotritidae är en familj av bin. Stenotritidae ingår i överfamiljen bin, ordningen steklar, klassen egentliga insekter, fylumet leddjur och riket djur. Enligt Catalogue of Life omfattar familjen Stenotritidae 21 arter. 

## Släkten och arter
Familjen består av två släkten, Ctenocolletes och Stenotritus. Här är en lista av kända arter enligt Catalogue of Life
- Släkte Ctenocolletes
  - Ctenocolletes albomarginatus Michener 1965
  - Ctenocolletes centralis Houston, 1983
  - Ctenocolletes fulvescens Houston 1983
  - Ctenocolletes nicholsoni (Cockerell 1929)
  - Ctenocolletes nigricans Houston, 1985
  - Ctenocolletes ordensis Michener 1965
  - Ctenocolletes rufescens Houston, 1983
  - Ctenocolletes smaragdinus (Smith 1868)
  - Ctenocolletes tigris Houston, 1983
  - Ctenocolletes tricolor Houston, 1983
- Släkte Stenotritus
  - Stenotritus elegans Smith, 1853
  - Stenotritus elegantior Cockerell, 1921
  - Stenotritus ferricornis (Cockerell, 1916)
  - Stenotritus greavesi (Rayment, 1930)
  - Stenotritus murrayensis (Rayment 1935)
  - Stenotritus nigrescens (Friese, 1924)
  - Stenotritus nitidus (Smith, 1879)
  - Stenotritus pubescens (Smith, 1868)
  - Stenotritus rufocollaris (Cockerell, 1921)
  - Stenotritus splendidus (Rayment, 1930)
  - Stenotritus victoriae (Cockerell, 1906)

## Bildgalleri

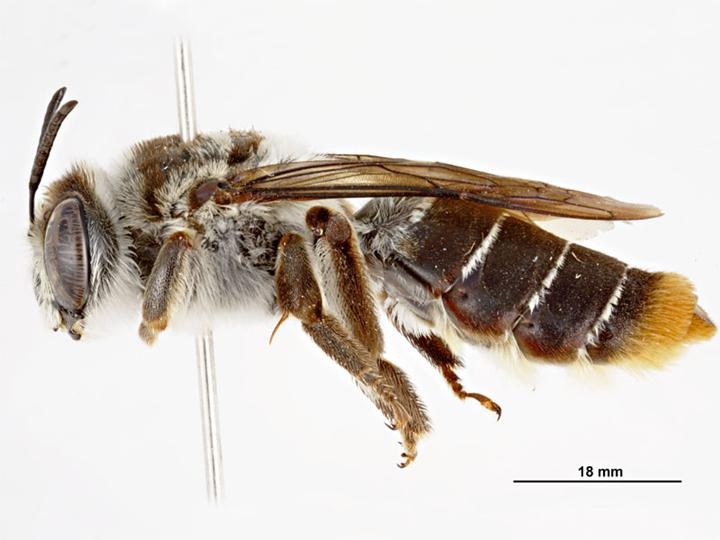
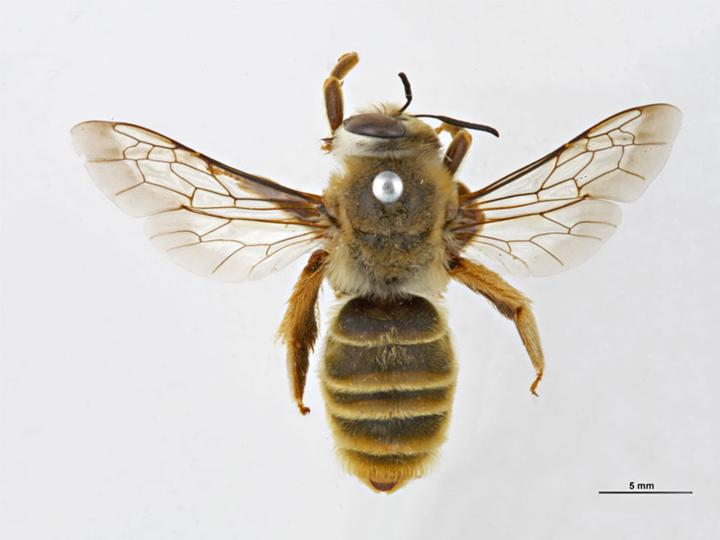
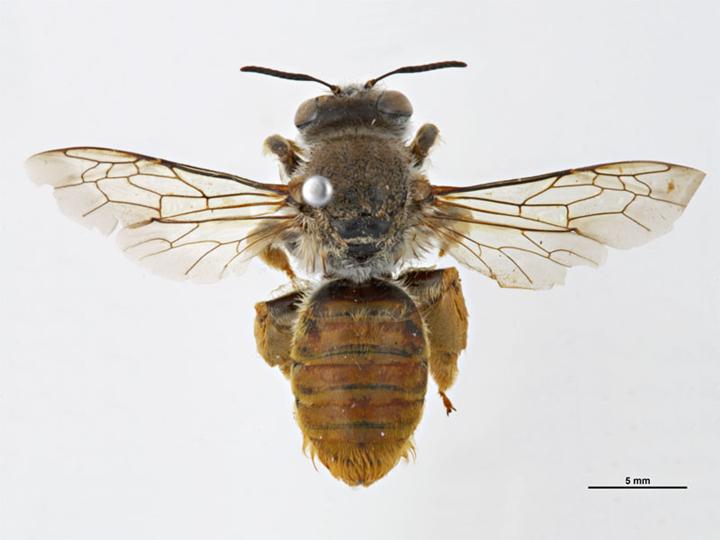
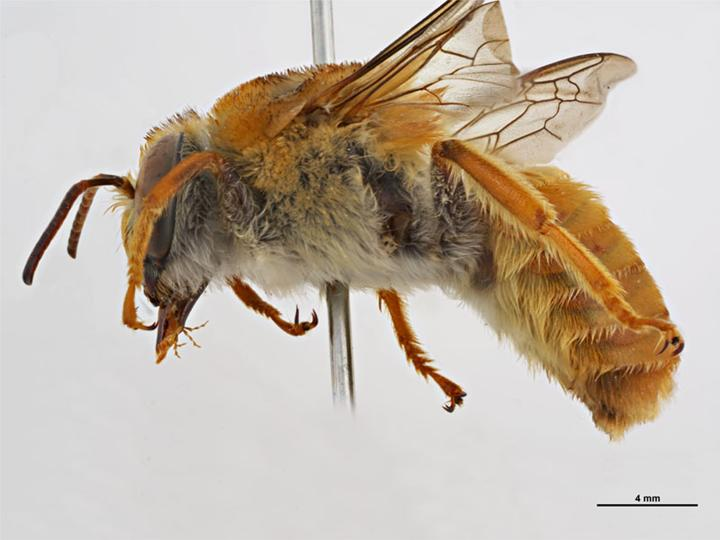
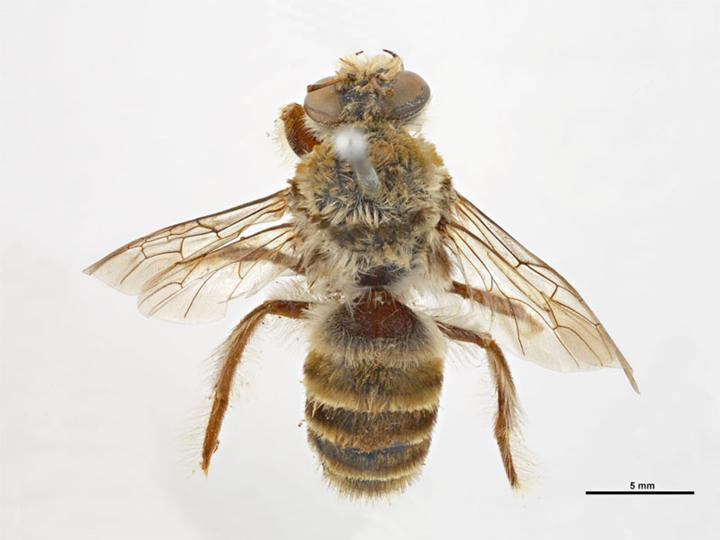
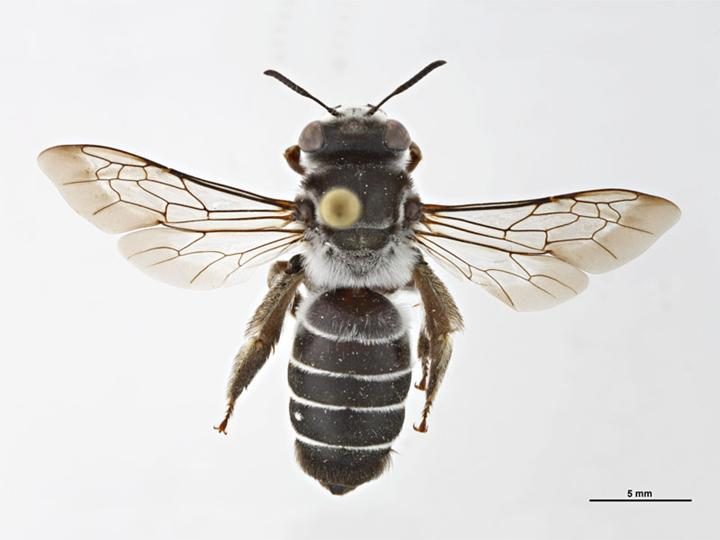